# Halte (Weener)
Halte is een dorp in het Duitse deel van het Reiderland. Het maakt deel uit van de gemeente Weener. Halte ligt aan de Eems bij de Meyer Werft.

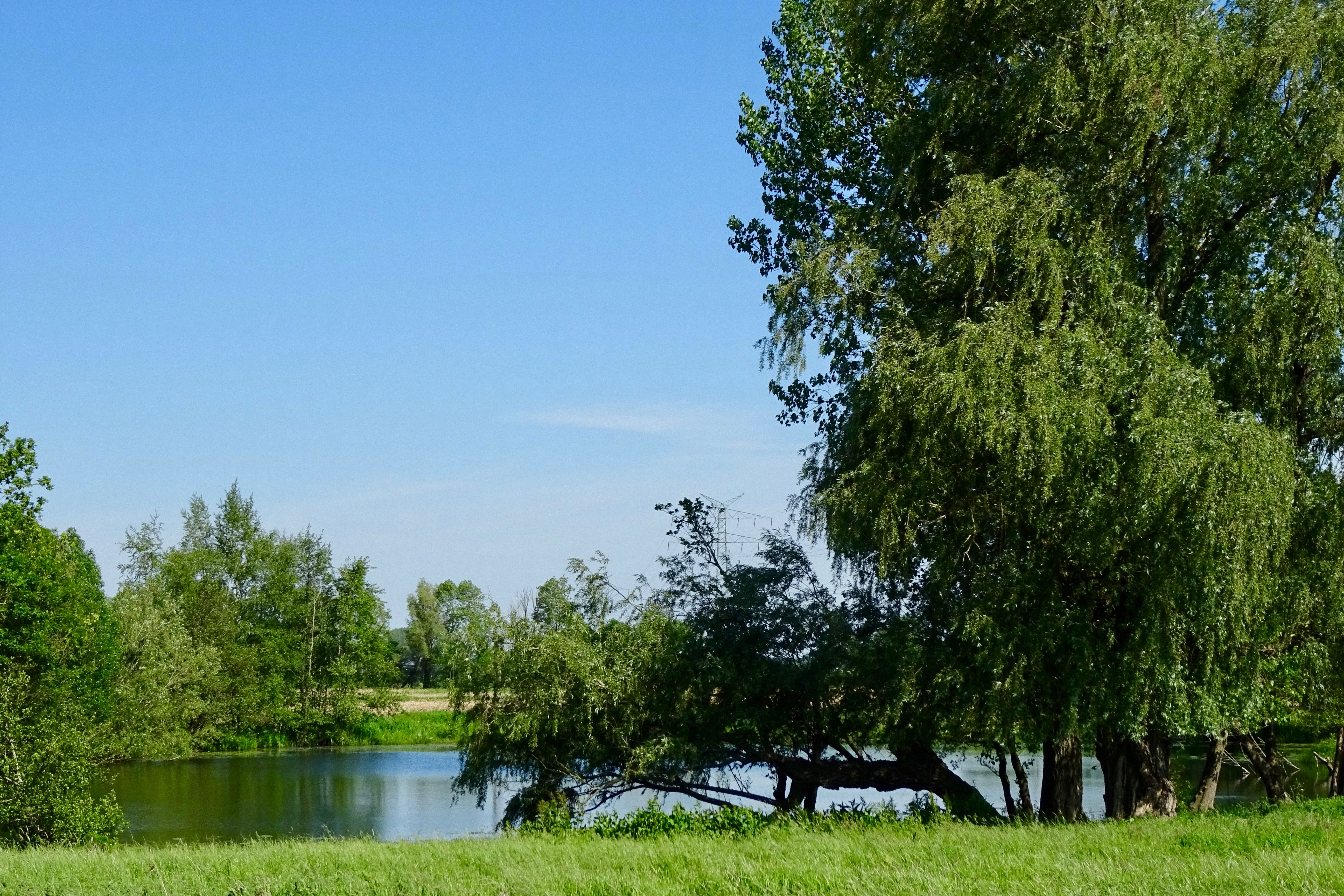
Meertje in de directe omgeving van Halte

- Virtual International Authority File: 239668090